# Millerigobius macrocephalus
Millerigobius macrocephalus és una espècie de peix de la família dels gòbids i de l'ordre dels perciformes.

## Morfologia
- Els mascles poden assolir 4,4 cm de longitud total.[1][2]

## Hàbitat
És un peix marí, de clima subtropical i demersal que viu fins als 4 m de fondària.

## Distribució geogràfica
Es troba a la Mediterrània: Bòsnia i Hercegovina, Croàcia, Grècia, el Líban, Sèrbia i Eslovènia.

## Costums
És bentònic.

## Observacions
És inofensiu per als humans.